# Лойтерсдорф (Тюрингия)
Лойтерсдорф (нем. Leutersdorf) — община в Германии, в земле Тюрингия.
Входит в состав района Шмалькальден-Майнинген. Подчиняется управлению Зальцбрюкке. Население составляет 263 человека (на 31 декабря 2010 года). Занимает площадь 8,39 км².